# Notre-Dame-des-Prairies
Notre-Dame-des-Prairies è un comune del Canada, situato nella provincia del Québec, nella regione di Lanaudière.